# Брюле, Латойя
Латойя Брюле (нидерл. Latoya Brulee, род. 9 декабря 1988, Экло, Фламандский регион) — бельгийская профессиональная шоссейная велогонщица, серебряный призёр чемпионата Бельгии в групповой гонке (2009), выступавшая в профессиональных шоссейных гонках и велокроссе с 2005 по 2014 годы.

## Карьера
Карьера Латойи Брюле началась в 2005 году, когда она впервые выступила на Коппенбергском велокроссе, где заняла 18-е место. В том же году она стартовала как юниор в Кубке мира UCI по велокроссу и заняла 19-е место на этапе в Гавере.
В шоссейных гонках её первые зарегистрированные результаты относятся к 2009 году.
В 2009 году Брюле заняла второе место в групповой гонке на чемпионате Бельгии по шоссейному велоспорту, уступив Людивин Анрион. В том же году она заняла второе место в индивидуальной гонке чемпионата Бельгии, а в 2010 году финишировала третьей в индивидуальной гонке.
На чемпионатах Европы среди гонщиков до 23 лет Брюле заняла 9 место в индивидуальной гонке в 2009 году и 5-е место в 2010 году.
В 2013 году она выступала на чемпионате мира по велоспорту во Флоренции, заняв 26-е место в групповой гонке. На классической однодневной гонке Гент — Вевельгем Брюле заняла 7-е место.
На чемпионатах мира по шоссейному велоспорту Латойя Брюле выступала в индивидуальной гонке с раздельным стартом. Она финишировала 24-й в 2011 году и 26-й в 2013 году.

## Достижения

### Шоссе
2005
9-я на чемпионате Бельгии среди юниоров — групповая гонка
2006й
10-я на чемпионате Бельгии среди юниоров — групповая гонка
10-я на чемпионате Бельгии среди юниоров — индивидуальная гонка
2007
5-я на Омлоп ван хет Хегеланд
2008
4-я на Омлоп ван хет Хегеланд
6-я на Опен Воргорда TTT
4-я на чемпионате Бельгии — индивидуальная гонка
2009
2-я на чемпионате Бельгии — групповая гонка
6-я в молодёжной классификации Стер Зеувс Эйанден
9-я на чемпионате Европы U23 — индивидуальная гонка
7-я на Опен Воргорда TTT
2-я на чемпионате Бельгии — индивидуальная гонка
2010
8-я на 3-м этапе Грация Орлова
5-я на чемпионате Европы U23 — индивидуальная гонка
9-я в молодёжной классификации Тура Тюрингии
7-я на Опен Воргорда TTT
3-я на чемпионате Бельгии — индивидуальная гонка
Тур Ардеш
8-я на 2-м этапе
6-я на 5-м этапе
2011
7-я на чемпионате Бельгии — индивидуальная гонка
10-я в молодёжной классификации Холланд Ледис Тур
5-я на Breendonk
2012
8-я на 2-м этапе Тура Катара
6-я на Кнокке-Хейст — Бредене
7-я на Селтик Хроно
9-я на чемпионате Бельгии — групповая гонка
10-я на чемпионате Бельгии — индивидуальная гонка
4-я на 2-м этапе Трофи д’Ор
6-я на прологе Тура Ардеш
2013
7-я на Гент — Вевельгем
4-я на чемпионате Бельгии — индивидуальная гонка
Тур Бельгии
8-я на 1-м этапе
9-я в спринтерской классификации
2014
5-я на чемпионате Бельгии — индивидуальная гонка
5-я на чемпионате Бельгии — групповая гонка

### Статистика выступления наГранд-турах
| Гонка / Год          | 2008 | 2009 | 2010 | 2011           |
| -------------------- | ---- | ---- | ---- | -------------- |
| Тур де л'Од феминин  | 70   | —    | —    | не проводилась |
| Джиро д’Италия Донне | —    | —    | —    | 100            |

### Рейтинги
| Год                 | 2009  | 2010  | 2011  | 2012  | 2013 | 2014  |
| ------------------- | ----- | ----- | ----- | ----- | ---- | ----- |
| Мировой рейтинг UCI | 324-й | 223-й | 211-й | 194-й | -    | 565-й |
|                     |       |       |       |       |      |       |
| Источник: UCI       |       |       |       |       |      |       |